# Сервіс-дизайн
Сервіс-дизайн — це процес моделювання послуги для створення взаємодії між постачальником та користувачами, що враховує всі відносини між ними і балансує потреби обох сторін. Основою сервіс-дизайну є розуміння поведінки користувачів, їхніх потреб та мотивацій задля створення послуги, яка є зручною і запам'ятовується, збільшуючи шанси на повторне користування.
За допомогою сервіс-дизайну можна як створювати нову послугу, так і вносити зміни до існуючої. Сервіс-дизайн також використовують для організації складних процесів всередині компанії, наприклад, прийому на роботу.
Сервіс-дизайн використовує певний спосіб мислення («дизайн-мислення») та набір інструментів.
Дизайн-мислення спочатку застосовувалося до дизайну виробів, а згодом було адаптоване до дизайну послуг. Спосіб мислення, який притаманний сервіс-дизайну, описаний IDEO, Stanford d.school та PDMA, включає такі характеристики: орієнтованість на людину, готовність до дій в умовах невизначеності, швидке прототипування і навчання з помилок, емпатію, творчу впевненність, наочність, мислення «клієнтською подорожжю», етапами та ітераціями.
У книзі «Дизайн-мислення: основи розробки нового продукту» Майкл Лукс визначає такі шість загальних принципів дизайнерського мислення:
- орієнтованість на людей
- міждисциплінарність та співтворчість
- цілісність та інтеграція
- гнучкість та прийняття невизначеності
- навички мультимодальної комунікації
- націленість на зростання.

## Принципи
У книзі «This is Service Design Thinking: Basics, Tools, Cases» (2011) Марка Стікдорна та Якоба Шнайдера головним принципом сервіс-дизайну названа «клієнтоцентричність». Під «клієнтом» у сервіс-дизайні мається на увазі будь-хто, дотичний до послуги, включаючи замовників, та посередників, наприклад, представників рітейлу. Щоб підкреслити це, «клієнтоцентричність» у сервіс-дизайні є синонімом «людиноцентричності».
У книзі «This Is Service Design Doing: Application Service Design Thinking in the Real World» (2018) Адама Лоуренса, Якоба Шнайдера, Марка Стікдорна та Маркуса Едгара Хормеса описано наступні п'ять принципів сервіс-дизайну:
1. Людиноцентричність: дивитись на послугу очима користувача.
2. Співтворчість: залучити до процесу розробки усі зацікавлені сторони (мультифункціональні команди стейкхолдерів).
3. Етапність/послідовність: розділення послуги на окремі етапи, які проходить клієнт.
4. Наочність: створення прототипів (швидких та простих) для отримання зворотного зв'язку, унаочнення через фізичні чи цифрові артефакти («не кажи, а покажи»).
5. Цілісність: розроблена послуга має враховувати контекст життєвих потреб клієнта.

Людиноцентричність втілюється у тому, що дизайн сервісів, як правило, ґрунтується на спостереженні та емпатичному вивченні користувачів для кращого розуміння їх поведінки стосовно послуги. Ця методика є набагато точнішою, ніж традиційні, оскільки те, що люди кажуть, що роблять, зазвичай не те, що вони насправді роблять.
Принцип «співтворчість» підкреслює, що для сервіс-дизайну є важливим залучення людей із різним бекграундом до розробки.
Етапність означає, що при розробці послугу потрібно відображати через певну логіку і етапи. Наприклад, коли клієнт здійснює покупки на вебсайті, першою інформацією повинні йти території, куди компанія доставляє продукцію. Якщо замовник виявить, що продукцію неможливо доставити до його регіону, він не перейде до етапу перегляду каталогу товарів.
Наочність позначає таку особливість застосування сервіс-дизайну, як візуальне відображення послуги. Наприклад, відвідувачі ресторану не знають, в яких умовах вирощена їжа. Якщо унаочнити процес вирощування зелені у приміщенні ресторану, людям буде зручно сприйняти цю частину послуги та покращити свій досвід обслуговування.
Цілісність мислення вважається ключовим принципом сервіс-дизайну. Такий підхід враховує, що клієнти мають декілька логік для процесу взаємодії з послугою, і слід продумати кожну точку контакту з різних боків, щоб переконатися, що жодна потреба не пропущена. Servicescape — модель, розроблена Б. Бумс і Дж. Бітнер, підкреслює вплив фізичного середовища, в якому відбувається процес користування послугою, на клієнта.
У книзі «Service design for business» автори визначають чотири основні бізнес-завдання, які вирішує сервіс-дизайн в організації:
1. Створення нового продукту/сервісу.
2. Побудова омніканальності досвіду.
3. Поліпшення існуючого продукту/сервісу.
4. Допомога клієнту в знайомстві з новим продуктом\сервісом.

## Історія
У 1970-ті роки в університеті Стенфорду (США) була створена методологія системного підходу до інновацій і вирішення складних завдань «дизайн-мислення», яка у практиці створення продуктів та сервісів отримала назву «сервіс-дизайн».
Перший внесок у теорію сервіс-дизайну на початку 1980-х зробила Г. Лінн Шостак, банківський маркетолог. Тоді діяльність з розробки послуг вважалася частиною маркетингових та управлінських дисциплін (Shostack 1982).
Вперше як предмет навчання сервіс-дизайн був введений у 1991 році у Міжнародній школі дизайну Кельна професорами Майклом Ерлхоффом та Брігіт Магер.
У 2004 році була започаткована міжнародна Service Design Network. Її засновниками стали Köln International School of Design, Carnegie Mellon University, Linköpings Universitet, Politecnico di Milano та Domus Academy.
Починаючи з 2009 року Університет засобів масової інформації та комунікацій Macromedia (MHMK) викладає сервіс-дизайн у програмі «Медіа та дизайн» (Master of Arts). На сьогодні у світі практикуються магістерські програми з сервіс-дизайну.
В Україні навчання сервіс-дизайну проводять спеціалізовані агенції. Зокрема, CXdesign та відкрита у 2018 році Академія сервіс-дизайну, організаторами якої стали IdeasFirst та INEX Partners. У школі Projector є навчальний курс сервіс-дизайну.
Важливий внесок до розвитку сервіс-дизайну зробили перші спеціалізовані агенції, такі як Livework та Engine. У 2016 році було заснована перша українська сервіс-дизайн агенція CXdesign. Такі агенції допомагають традиційному бізнесу та стартапам опанувати нові підходи у розробці продуктів та сервісів, а також уникнути типових помилок у використанні сучасних методологій.

## Інструменти та методологія
Сервіс-дизайн використовує дизайн-підхід, а також техніки з різних дисциплін, наприклад, антропології, психології, образотворчого мистецтва, програмування тощо, всього більше 20 емпіричних та творчих інструментів.
Дослідники визначають різні фази моделювання послуги у сервіс-дизайні. Нікола Мореллі у 2006 році виділив три основні етапи:
- Вивчення залучених до послуги суб'єктів за допомогою антропології, соціальних досліджень, етнографії[15], соціальної реконструкції, культурних зондів та інших методів спостереження для збору даних про поведінку користувачів[16].
- Визначення можливих сценаріїв користування послугою, перевірка випадків використання та послідовності дій при використанні, ролей задіяних сторін.
- Представлення послуги за допомогою ілюстрації її компонентів, включаючи фізичні елементи, взаємодії, логічні зв'язки та часові послідовності.

«Спринт» (sprint) — процес розробки послуги, який можна розділити на п'ять фаз (Stickdorn & Schneider, 2011):
- Етап дослідження: визначення мікро- та макросередовища, залучених сторін.
- Ідентифікація проблеми: виявляються проблеми та можливості. На цій фазі часто вдаються до інструментів «персона», «мап залучених сторін» та «мап клієнтського шляху».
- Мозковий штурм та вибір: знаходяться різні способи вирішення визначених раніше проблем або використання можливостей.
- Прототипування та розробка: вибрані ідеї перетворюються на прототипи, щоб побачити, чи є вони життєздатними та чи працюють так, як очікувалося. Збирається зворотній зв'язок.
- Впровадження: прототипи доведені до фіналу та інтегруються у послугу.

Спринт дозволяє перестрибувати через етапи або повертатися на крок назад.
«Подвійний діамант» — модель дизайнерського мислення, представлена Британською радою дизайну. У ній процес проєктування послуги розділений на чотири етапи: відкриття (Discover), визначення (Define), розробка (Develop) та виконання (Deliver). Задача етапу відкриття — збір інформації та формування уявлення про послугу і потреби споживачів. Етап визначення спрямований на пошук та формування чіткого бачення проблеми та її рішення. Третій етап — розробка — передбачає побудову прототипу та його тестування з ітераціями. І нарешті, етап виконання, на якому запускається кінцевий продукт чи послуга.
«Глибинні інтерв'ю» є інструментом першого етапу сервіс-дизайну разом зі спостереженням за споживачем.
Інструмент «мапа персон» заснований на детальному представлені сегментів своєї цільової аудиторії у вигляді типів споживачів, схожих з точки зору мотивації і поведінки, незалежно від демографії та соціальних параметрів. Описання персони втілюється у портрет і побутову конкретику, що схоже на опис конкретної людини.
Інструмент «мапа клієнтського шляху» — опис поведінки типового користувача послуги, що ілюструє кроки взаємодії клієнта з компанією під час отримання послуги.
Інструмент «мапа стейкхолдерів» — це спосіб наочного відображення різноманітних відносин із залученими сторонами.
Інструмент «прототипування» — проєктування карти взаємодії клієнта з послугою, пошук нових сервісних можливостей та нестандартних ідей. У сервіс-дизайні застосовується принцип швидкого прототипування.
Візуальне представлення є критично важливими при розробці послуг. З цієї причини у сервіс-дизайні часто використовують інструменти сторіборд для ілюстрації взаємодії у послузі та відеоескізи (Jegou 2009, Keitsch et al. 2010).
«Сервісний план» — візуалізація організаційних процесів та взаємозв'язків між різними компонентами послуги (людьми, елементами та процесами) у вигляді діаграми, з метою оптимізації її надання.

## Сервіс-дизайн у державному секторі
Державний сектор — це частина економіки, що складається з державних служб та підприємств. Уряди постійно розглядають можливість розробки послуг для покращення державних служб. Дизайн послуг у державному секторі є все більш поширеною практикою і може бути ініціативою, що керується державою або громадянами.

### Данія
У 2002 році Міністерством бізнесу та економічного розвитку, зайнятості, дітей і освіти Данії було створено робочу групу з питань впровадження інноваційних послуг у державному секторі MindLab. MindLab була однією з перших у світі лабораторій з інноваційного дизайну в державному секторі. Їх робота надихнула на розповсюдження подібних робочих груп у багатьох країнах світу. Методи проєктування, які використовуються MindLab, — це етапність, швидке прототипування та тестування для розвитку не лише проєктів, а й організаційної структури держави з використанням етнографічних досліджень, креативного брейнстормінгу, візуалізації і моделювання прототипів служб. У Данії сервіс-дизайн у державному секторі застосовувався до різноманітних проєктів, включаючи поводження з відходами Копенгагена, поліпшення соціальної взаємодії між засудженими та охоронцями у в'язницях, розробку послуг у місті Оденс для людей з особливостями психічного розвитку.

### Велика Британія
Документи британського уряду від 2007 та 2008 років містили концепцію «публічних послуг, орієнтованих на користувачів» та сценарії державних послуг і пропонували новий погляд на роль постачальників та користувачів у розробці нових державних послуг. На сьогодні у країні прийнятий закон, що зобов'язує державні органи застосовувати принципи сервіс-дизайну при розробці нових послуг або зміні існуючих.
Behavioural Insights Team (BIT, також відома як Nudge) була заснована у 2010 році і спочатку була частиною Кабінету міністрів Великої Британії, аби за допомогою теорії підштовхування покращити державну політику, послуги та заощадити кошти. Станом на 2014 рік BIT стала децентралізованою, напів приватною компанією. Того ж року в уряді Сполучених Штатів за президента Барака Обами було створено відділ Nudge, що співпрацює з Управлінням науки і техніки Білого дому.
З ініціативи Європейського Союзу можливості сервіс-дизайну для державного сектору досліджуються, підбираються та просуваються у Бельгії.

## Сервіс-дизайн приватного сектору
В Україні сервіс-дизайн, як компетенція, поступово переміщується від зовнішніх консультантів до штатних співробітників. Компанії, які розвивають всередині цю функцію, — Київстар, Лінія Магазинів EVA, Синево, Альфа-Банк, ПУМБ.